# Al-Mustain (Abbasside du Caire)
Pour les articles homonymes, voir Al-Mustain.
Abû al-Fadhl al-`Abbâs al-Musta`in bi-llah est un calife abbasside au Caire de 1406 à 1414. Il règne sous la tutelle des Mamelouks burjites et porte le titre de sultan pendant quelques mois en 1412.

## Biographie
Al-Musta`in bi-llah succède à son père Al-Mutawakkil Ier comme calife à la fin de son troisième règne en 1406 pendant le règne du sultan mamelouk burjite An-Nâsir Faraj.
En 1412, An-Nâsir Faraj part pour la Syrie accompagné d’Al-Musta`in dans le but de remettre au pas les émirs en rébellion, en particulier l’émir Chaykh al-Muhammudi alors gouverneur d’Alep. Le sultan se rend à Gaza avec l’intention d’y passer quelques jours, mais une partie de ses troupes ayant passé à l’ennemi, il part vers Damas. Assiégé par les émirs rebelles, le sultan se prépare à un long siège. Les rebelles ont fait prisonnier le calife Al-Musta`in et lui enjoignent de prononcer la destitution du sultan et d’en accepter le titre. Le 7 mai 1412, Al-Musta`in accepte le titre de sultan à condition de conserver son titre de calife en cas de destitution de celui de sultan car il ne se fait guère d’illusion sur la durée de son mandat. Le 28 mai, Nasir Faraj est arrêté et tué dans la forteresse de Damas. Chaykh al-Muhammudi revient au Caire avec le calife Al-Musta`in.
Al-Musta`in semble prendre son rôle de sultan au sérieux, au lieu de s’installer dans le palais des califes, il s’installe dans le citadelle, résidences des sultans burjites. Chaykh al-Muhammudi parvient à rendre impopulaire le calife et le démet au bout de sept mois de règne. Chaykh al-Muhammudi se fait proclamer sultan et prend le titre d’Al-Muayyad Abu an-Nasir Al-Musta`in est renvoyé dans le palais des califes puis démis de son titre de calife et remplacé par son frère cadet Abû al-Fath Dâwud al-Mu`tadid II. Il est relégué à Alexandrie où il meurt de la peste en 1430.